# Мацудайра Кото
Мацудайра Кото (яп. 松平 康東; нар. 5 лютого 1903, Токіо, Японія — пом. 4 травня 1994) —  японський дипломат, постійний представник Японії в ООН з травня 1957 року по травень 1961 року.